# Euryusa optabilis
Euryusa optabilis är en skalbaggsart som beskrevs av Oswald Heer 1839. Euryusa optabilis ingår i släktet Euryusa, och familjen kortvingar. Enligt den svenska rödlistan är arten sårbar i Sverige. Arten förekommer i Götaland och Öland. Artens livsmiljö är skogslandskap.